# Primera División de Uruguay 2020
Primera División de Uruguay 2020, även känt som Primera División Profesional 2020: Néstor Tito Gonçalvez, var den 119:e säsongen av Uruguays högstaliga Primera División. Det var den 90:e säsongen som ligan hade spelats professionellt. Säsongen bestod av tre delar, Apertura och Clausura samt Torneo Intermedio, som spelades av 16 lag.

## Deltagande
| Klubblag                         | Spelort    | Arena                        | Publikkapacitet |
| -------------------------------- | ---------- | ---------------------------- | --------------- |
| Club Atlético Boston River       | Florida    | Campeones Olímpicos          | 7 000           |
| Club Atlético Cerro              | Montevideo | Luis Tróccoli                | 24 000          |
| Cerro Largo Fútbol Club          | Melo       | Antonio Ubilla               | 9 000           |
| Danubio Fútbol Club              | Montevideo | Jardines del Hipódromo       | 18 000          |
| Defensor Sporting Club           | Montevideo | Estadio Luis Franzini        | 18 000          |
| Club Deportivo Maldonado (U)     | Maldonado  | Estadio Domingo Burgueño     | 22 000          |
| Centro Atlético Fénix            | Montevideo | Parque Capurro               | 10 000          |
| Liverpool Fútbol Club            | Montevideo | Estadio Belvedere            | 10 000          |
| Montevideo City Torque (U)       | Montevideo | Estadio Centenario           | 60 235          |
| Montevideo City Torque (U)       | Montevideo | Estadio Charrúa              | 14 000          |
| Montevideo Wanderers Fútbol Club | Montevideo | Parque Alfredo Víctor Viera  | 11 000          |
| Club Nacional de Football (RM)   | Montevideo | Gran Parque Central          | 34 000          |
| Club Atlético Peñarol            | Montevideo | Campeón del Siglo            | 40 000          |
| Club Plaza Colonia de Deportes   | Colonia    | Parque Juan Prandi           | 4 500           |
| Club Atlético Progreso           | Montevideo | Parque Abraham Paladino      | 8 000           |
| Club Atlético Rentistas (U)      | Montevideo | Complejo Rentistas           | 10 600          |
| Club Atlético River Plate        | Montevideo | Parque Federico Omar Saroldi | 6 000           |

1. ↑  Montevideo City Torque använde Estadio Charrúa som hemarena när ligan återupptogs efter COVID-19-avbrottet.

Raderat rubrik